# 莫斯科紳士 (電視劇)
《莫斯科紳士》（英語：A Gentleman in Moscow），是一部2024年播出的英國Paramount+電視劇，改編自亞莫爾·托歐斯的2016年同名小說，由班·范斯通開發、編劇和製片，山姆·米勒執導，伊旺·麥奎格和瑪麗·伊莉莎白·文斯蒂德主演。

## 劇情
貴族出身的羅斯托夫伯爵（Count Rostov）因支持俄國革命而被布爾什維克法庭免去死刑，卻仍被判處終身不得踏出飯店的豪華套房一步。

## 演員
- 伊旺·麥奎格 飾演 亞歷山大·羅斯托夫伯爵（Count Alexander Rostov）
- 瑪麗·伊莉莎白·文斯蒂德 飾演 安娜·烏爾班諾娃（Anna Urbanova）
- 利亞·哈維（英语：Leah Harvey） 飾演 瑪麗娜（Marina）
- 約翰尼·哈里斯（英语：Johnny Harris (actor)） 飾演 奧西普（Osip）
- 保羅・瑞迪（英语：Paul Ready） 飾演 彼得羅夫（Petrov）
- 亞歷克莎·古道爾（Alexa Goodall） 飾演 妮娜（Nina）
- 約翰·赫弗南（英语：John Heffernan (British actor)） 飾演 主教
- 萊斯·薩勒姆（英语：Lyes Salem） 飾演 安德烈（Andrey）
- 費辛提·巴洛根（Fehinti Balogun） 飾演 米甚卡（Mishka）
- 比約恩·西魯·哈瑞森（英语：Björn Hlynur Haraldsson） 飾演 艾米莉（Emily）
- 迪伊·阿魯瓦利亞（Dee Ahluwalia） 飾演 奧德里斯（Audrius）
- 安娜斯塔西亞·希勒（英语：Anastasia Hille） 飾演 奧爾加（Olga）

## 製作

### 發展
2017年8月，Entertainment One宣佈將會製作一部改編自小說的電視劇集。翌年4月，Entertainment One宣佈改編美國作家亞莫爾·托歐斯的2016年小說《莫斯科紳士》，並將會由湯姆・哈波執導，肯尼斯·布萊納飾演主角羅斯托夫伯爵。
2022年8月，伊旺·麥奎格宣佈取代布萊納出演羅斯托夫伯爵一角，該劇將會由Showtime電視網在美國獨家播映，串流平台Paramount+在其他地區發行。2022年11月，山姆·米勒宣佈將會執導和擔任執行製作人，班·范斯通（Ben Vanstone）開發、編劇和製片。翌年1月，內薩·穆蒂（Nessah Muthy）確認將會與范斯通共同擔任編劇。

### 選角
2023年2月22日，瑪麗·伊莉莎白·文斯蒂德宣佈加入劇組，將出演安娜·烏爾班諾娃一角。同年3月，利亞·哈維、約翰尼·哈里斯、保羅・瑞迪、亞歷克莎·古道爾（Alexa Goodall）、約翰·赫弗南、萊斯·薩勒姆、費辛提·巴洛根（Fehinti Balogun） 、比約恩·西魯·哈瑞森、迪伊·阿魯瓦利亞（Dee Ahluwalia）和安娜斯塔西亞·希勒宣佈參演。

### 拍攝
主體拍攝於2023年2月27日在英國大曼徹斯特郡博爾頓展開，同年3月暫停，並在4月恢復拍攝。2023年5月，劇組於西約克郡哈利法克斯取景，但在7月因受美國演員工會大罷工影響而暫停。

## 發行
亞莫爾·托歐斯在2023年1月的訪問中提到該劇預計於同年12月首播。

## 外部連結
- 互联网电影数据库（IMDb）上《莫斯科紳士》的资料（英文）